# Henryk Sucharski

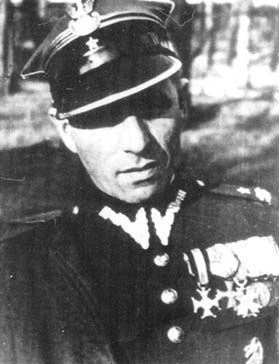
Henryk Sucharski (1939)

Der polnische Major Henryk Sucharski (* 12. November 1898 in Gręboszów; † 30. August 1946 in Neapel) kommandierte bis zu seiner Ablösung am 2. September 1939 durch Franciszek Dąbrowski die Truppen, die bei Kriegsbeginn das polnische Waffendepot Westerplatte auf dem Gebiet der Freien Stadt Danzig verteidigten (polnisch komendant Wojskowej Składnicy Tranzytowej na Westerplatte).

## Leben
Nach dem Schulbesuch im 2. K.u.K. Gymnasium in Tarnów absolvierte er eine Kadetten-Ausbildung bei der k.u.k. Armee. 1919 trat er in die polnische Armee ein.
Unter Sucharski wurde die Stellung beim Kampf um die Westerplatte von 182 polnischen Soldaten gegen die Angriffe der Stoßtrupps des Linienschiffs Schleswig-Holstein und der SS-Heimwehr Danzig sieben Tage gehalten, sein Stellvertreter war 1939 Franciszek Dąbrowski. Allerdings ist dabei die militärische Rolle von Sucharski zweifelhaft. Er wurde am Abend des 2. September von Hauptmann Dąbrowski und den Offizieren wegen Defätismus und aufgrund eines Kapitulationsversuchs seiner Funktion enthoben. Die weiße Fahne wurde vom Dach der Kaserne entfernt und die polnischen Verteidiger der Westerplatte hielten weiter die Stellung unter Führung Hauptmann Dąbrowskis. Sucharski berief sich dagegen auf einen Befehl das Depot möglichst 12 Stunden zu verteidigen, da ein Entsatz durch weitere Truppen vom Oberkommando nicht mehr geplant war. Während der Verteidigung gab es keinen Kontakt zum Oberkommando.
Auf der Westerplatte, einer Halbinsel an der Mündung der Toten Weichsel in die Danziger Bucht auf dem Gebiet der Freien Stadt Danzig, ursprünglich ein beliebter Badestrand für Danzig, legten die Polen nach 1925 ein Munitionsdepot an und sicherten es im Laufe der Jahre zum Teil heimlich durch zwanzig Bunker. Am 14. März 1925 erlaubte der Völkerbundsrat Polen, auf der Westerplatte außerhalb der internationalisierten Stadt und ihres Hafens eine eigene Umschlagbasis für Kriegsgerät zu bauen. Die Rahmenbedingungen dafür legte der Rat des Völkerbunds fest: das Ausheben eines Hafenbeckens, die Stationierung von 88 Soldaten (zwei Offiziere, 20 Unteroffiziere und 66 Mann), bis zu 30 Zivilpersonen und die dafür erforderlichen Unterkünfte und Lagerhallen. Der Bau von Verteidigungsanlagen war nicht gestattet. Die Stadt Danzig überließ das Gelände dem polnischen Staat unbefristet und unentgeltlich.

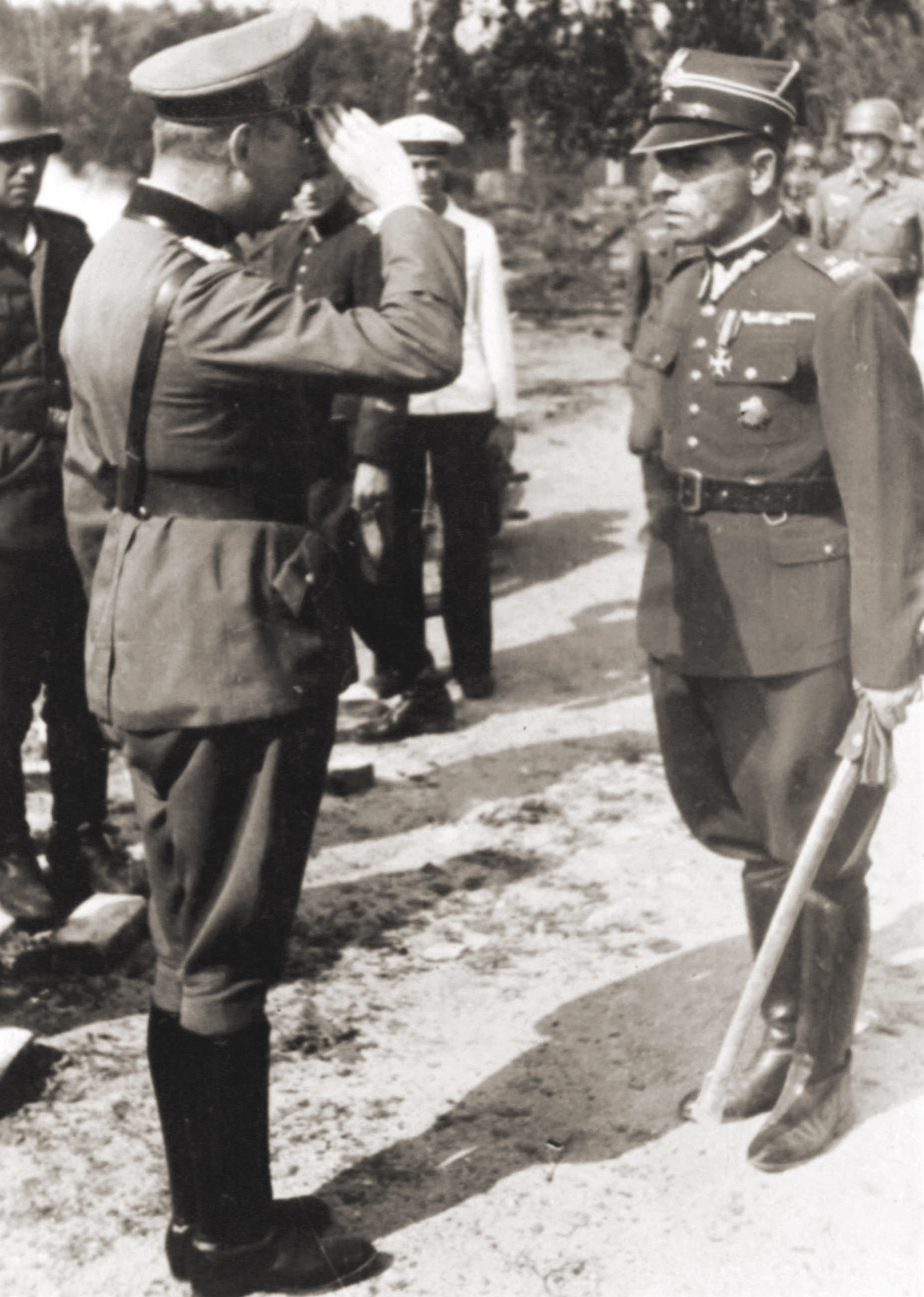
Friedrich-Georg Eberhardt und Henryk Sucharski, Westerplatte (1939)

Am 1. September 1939 um 4:47 Uhr begann die Schleswig-Holstein beim Überfall auf Polen aus ihren 280-mm-Geschützen den Beschuss der Westerplatte. Mit der Bombardierung von Wieluń und diesen Schüssen hatte Deutschland einen neuen Weltkrieg begonnen. Am Nachmittag des 2. Septembers bombardierten 40 Ju-87 (Stukas) die Westerplatte. Am Morgen des 7. Septembers um 10:15 kapitulierte Sucharski. Der deutsche General Friedrich-Georg Eberhardt gab darauf dem polnischen Kommandeur Sucharski für die Dauer der Kriegsgefangenschaft seinen Säbel zurück. Ein Foto mit ihm im Oflag II B Arnswalde (heute Choszczno) zeigt ihn im Zentrum von weiteren 30 polnischen Offizieren. Davor war er im Oflag IV A Hohnstein in Sachsen und danach im Oflag II D Groß Born (heute Borne Sulinowo) gefangen. Nach seiner Befreiung durch amerikanische Truppen in Schwerin (Oflag X-C Lübeck) erhielt er am 25. Januar 1946 noch ein Kommando beim II. Polnischen Korps, 6. Karpatenschützen-Bataillon in Italien.
Henryk Sucharski starb 1946 mit 47 Jahren im Britischen Militärhospital im italienischen Neapel. Er wurde zunächst auf dem Polnischen Soldatenfriedhof in Casamassima bei Bari beigesetzt. Seine sterblichen Überreste wurden 1971 von dort nach Danzig überführt und auf dem Friedhof der Westerplatte beigesetzt.
Sieben Fahnenmasten symbolisieren dort noch heute die sieben Tage dauernde Verteidigung. Das Denkmal der Verteidiger der Westerplatte ist für viele Polen ein Symbol des Widerstandes gegen Nazideutschland.

### Dramatisierungen
- Melchior Wańkowicz: Dwie prawdy[2]